# 2000年夏季残疾人奥林匹克运动会南斯拉夫代表团
2000年夏季残疾人奥林匹克运动会南斯拉夫代表团是南斯拉夫派出的2000年夏季残疾人奥林匹克运动会代表团。获得1枚银牌。